# Okara Park
El Okara Park (llamado también Toll Stadium por razones de patrocinio) es un estadio de usos múltiples de la ciudad de Whangarei, Nueva Zelandia. El estadio fue construido en 1965 y posee una capacidad para 30.000 espectadores. Actualmente es utilizado principalmente para partidos de rugby y fútbol, y es el estadio del club Northland Rugby Union que disputa el National Provincial Championship.
El Okara Park fue remodelado completamente entre 2008 y mayo de 2010 con un costo de 18.5 millones de dólares, para cumplir con los estándares para acoger la Copa Mundial de Rugby 2011, ocasión en la que albergó dos partidos de la fase de grupos, Tonga versus Canadá y Tonga versus Japón.
El 1° de noviembre de 2014, el estadio recibió su primer juego de rugby internacional cuando la Selección de rugby de Nueva Zelanda venció por 14-12 a su similar de Samoa como parte del Torneo Rugby League Four Nations 2014.
En 2015 albergó cuatro partidos del Mundial de Fútbol Sub-20 desarrollada en el país.

## Copa del Mundo de Rugby 2011
En el estadio se disputaron 2 encuentros de la primera fase de la Copa del Mundo de Rugby 2011 que el país maorí organizó entre el 9 de septiembre  y el 23 de octubre de 2011.
| 14 de septiembre de 2011 |         |        |                                               |
| Tonga                    | 20 - 25 | Canadá | Okara Park Whangarei Árbitro: Jonathan Kaplan |
|                          |         |        | Okara Park Whangarei Árbitro: Jonathan Kaplan |

| 21 de septiembre de 2011 |         |       |                                             |
| Tonga                    | 31 - 18 | Japón | Okara Park, Whangarei Árbitro: Dave Pearson |
|                          |         |       | Okara Park, Whangarei Árbitro: Dave Pearson |